# Розенфельд, Анатолий Адольфович
Анатолий Адольфович Розенфельд (1896—1956) — русский и советский военный лётчик, авиаинженер.
Был летчиком царской армии, как инженер работал в ОКБ Туполева и готовил перелеты на самолете АНТ-25, обеспечивая чуть ли не самое сложное и важное — надежную и эффективную работу его единственного мотора. После знаменитых перелетов экипажей Громова и Чкалова Розенфельд возглавил летную службу завода № 22 в Филях.

## Биография
Анатолий Адольфович Розенфельд родился 17 июня 1896 года в крестьянской семье Валкского уезда Лифляндской губернии.
По окончании 1-го Казанского реального училища, поступил в Императорское Московское техническое училище.
- 31.05.1915 — вступил в службу «рядовым охотником» на правах вольноопределяющегося 1-го разряда в 1-й запасной телеграфный батальон, зачислен в 3-ю роту. Прикомандирован к Школе авиации военного времени Императорского Московского общества воздухоплавания.
- 05.11.1915 — окончил Теоретические курсы авиации и выдержал установленный экзамен при авиационной школе на чин прапорщика запаса.
- 30.11.1915 — «уволен из Императорского Московского технического училища за невзнос платы».
- 21.04.1916 — Анатолий Розенфельд выдержал экзамен на звание летчика на самолете типа «Фарман».
- 03.07.1916 — окончил Школу авиации военного времени Императорского Московского общества воздухоплавания.
- С 12.07.1916 — младший офицер 1-го корпусного авиационного отряда.
- С 08.11.1916 — заведующий оружием и огнестрельными боеприпасами отряда.
- С 13.12.1916 — временно исполнял дела начальника отрядного радиотелеграфа.
- С 14.12.1916 — временно исполнял дела адъютанта отряда.
- 28.12.1916 — во время полета, от холода получил сильное обморожение лица.
- С 13.01.1917 — помощник начальника отрядного радиотелеграфа.
- 03.03.1917 — совместно с прапорщиком Э. М. Томсоном сбил немецкий самолет, «который упал в нашем расположении около станции Залесье».
- 29.10.1917 — при перелете из м. Радошковичи в м. Островки на новое место расположения отряда потерпел аварию. Считался пропавшим без вести. Как позднее оказалось, Анатолий Розенфельд попал в плен к немцам, совершив вынужденную посадку в районе г. Минска.
- После выхода России из войны, в ноябре 1918 года в результате обмена военнопленными вернулся в Россию.
- 08.05.1919 — Анатолий Розенфельд был призван на службу в РККА.
- 25.12.1919 — зачислен в Дивизион авиационных специалистов. Работал в качестве испытателя в лаборатории Центральной аэрогидродинамической секции при ВСНХ, впоследствии преобразованной в Центральный аэрогидродинамический институт (ЦАГИ).
- В 1920 году «был осужден Народным судом к 5 годам лишения свободы условно за расхищение государственной собственности».
- В 1930—1936 годах работал в Центральном институте авиамоторостроения, с января 1936 г. — на заводе № 22 Народного комиссариата авиационной промышленности, занимая должность заместителя начальника технического бюро завода.
- С 1938 года был военным инженером 2-го ранга.
- 7 августа 1940 года Розенфельд был арестован органами НКВД СССР «по подозрению в причастности к катастрофе скоростного пикирующего бомбардировщика № 2/1 (Конструкторское бюро Н. Н. Поликарпова), повлёкшей за собой гибель экипажа». Был обвинен в служебной халатности. Решением военного трибунала Московского военного округа от 12 февраля 1941 года был оправдан.

Затем работал старшим инженером завода № 156 Министерства авиационной промышленности (конструкторское бюро А. Н. Туполева).

## Чины и звания
- Рядовой — 31.05.1915.
- Младший унтер-офицер — 22.09.1915.
- Прапорщик — 03.06.1916.
- Подпоручик — 06.10.1917.
- Военный летчик — 05.03.1917.

## Награды
- Награждён российскими орденами Святого Станислава 3-й степени с мечами и бантом (приказом по 2-й армии № 334 от 28.10.1916 г. «за ряд отлично выполненных разведок в период с 31-го июля по 22-е августа 1916 года»); Святой Анны 3-й степени с мечами и бантом (приказом по 10-й армии № 537 от 31.03.1917 г.); Святой Анны 4-й степени с надписью «За храбрость» (приказом по армиям Западного фронта № 2044 от 22.08.1917 г. «за то, что в период с 1-го января по 20-е марта 1917 года, с явной опасностью для жизни, произвел ряд отважных разведок неприятельского расположения, общей продолжительностью 49 часов 15 минут, по3-го д действительным артиллерийским, ружейным и пулеметным огнём противника, доблестно и храбро выполняя возложенные на него задачи: 1) неоднократно вступал в бой (10-го, 17-го февраля и 3-го марта сего года) с превосходящими по скорости и вооружению самолетами противника, обращая их в бегство; 2) производил разведки неприятельского тыла, а также и фотографирование его расположения, давая таким образом возможность пехоте и артиллерийским частям более успешно и с минимальными потерями выполнить их боевые задачи»); Святого Георгия 4-й степени (приказом по 10-й армии № 1051 от 01.09.1917 г. «за то, что 3-го марта 1917 г., атаковав около стан. Залесье неприятельский самолет, вооруженный двумя пулеметами, вступил с ним в бой и сбил его пулеметным огнём, причем неприятельский самолет камнем упал на землю и разбился»).
- Также награждён советским орденом Красной Звезды (02.09.1945) и медалью «За оборону Москвы» (01.05.1944).

## Интересные факты
- 3 марта 1917 года лётчики прапорщик Э. Томсон на самолёте «Ньюпор-XI» (№ 1132) и прапорщик А. Розенфельд на истребителе того же типа (№ 1033) сбили немецкийй самолёт, «который упал в нашем расположении около станции Залесье». За этот боевой вылет оба авиатора были удостоены ордена Святого Георгия 4-й степени.
- В начале 1940-х годов после катастрофы опытного самолета ВИТ-2 Розенфельд был арестован примерно на год, но позже освобожден, не обнаружив его вины. Когда в начале войны немцы подходили к Москве, на заводе получили приказ все опытные машины сжечь. Розенфельд с заводским летчиком сумел наиболее ценную машину спасти, перегнав её в Казань. Потом он снова вернулся в Москву и эвакуировал оборудование завода в ту же Казань. В войну его семья тоже жила в Казани.